# Пещера Максимовича
Пещера Максимовича, Пещера имени Максимовича, шахта Кристальная, (КН 160-2) — карстовая пещера вертикального типа (шахта) на плато горного массива Ай-Петри в Карадагском лесу в Крыму. Относится к Горно-Крымской карстовой области.

## Описание
Была открыта в начале 1960-х годов севастопольскими спелеологами, обследована Крымской карстовой экспедицией. Названа крымскими карстоведами в честь основателя пермской школы карстоведения, исследователя Крыма профессора Георгия Алексеевича Максимовича (1904—1987) в связи с его 60-летием.

Относится к Горно-Крымской карстовой области, Ай-Петринскому карстовому району. Находится в Карадагском лесу. Заложена в верхнеюрских известняках. Кадастровый номер пещеры — 160-2.  Вертикального типа, глубина 113 м, длина 232 м, площадь 1850 м², объем — 26000 м³, категория сложности 2А.

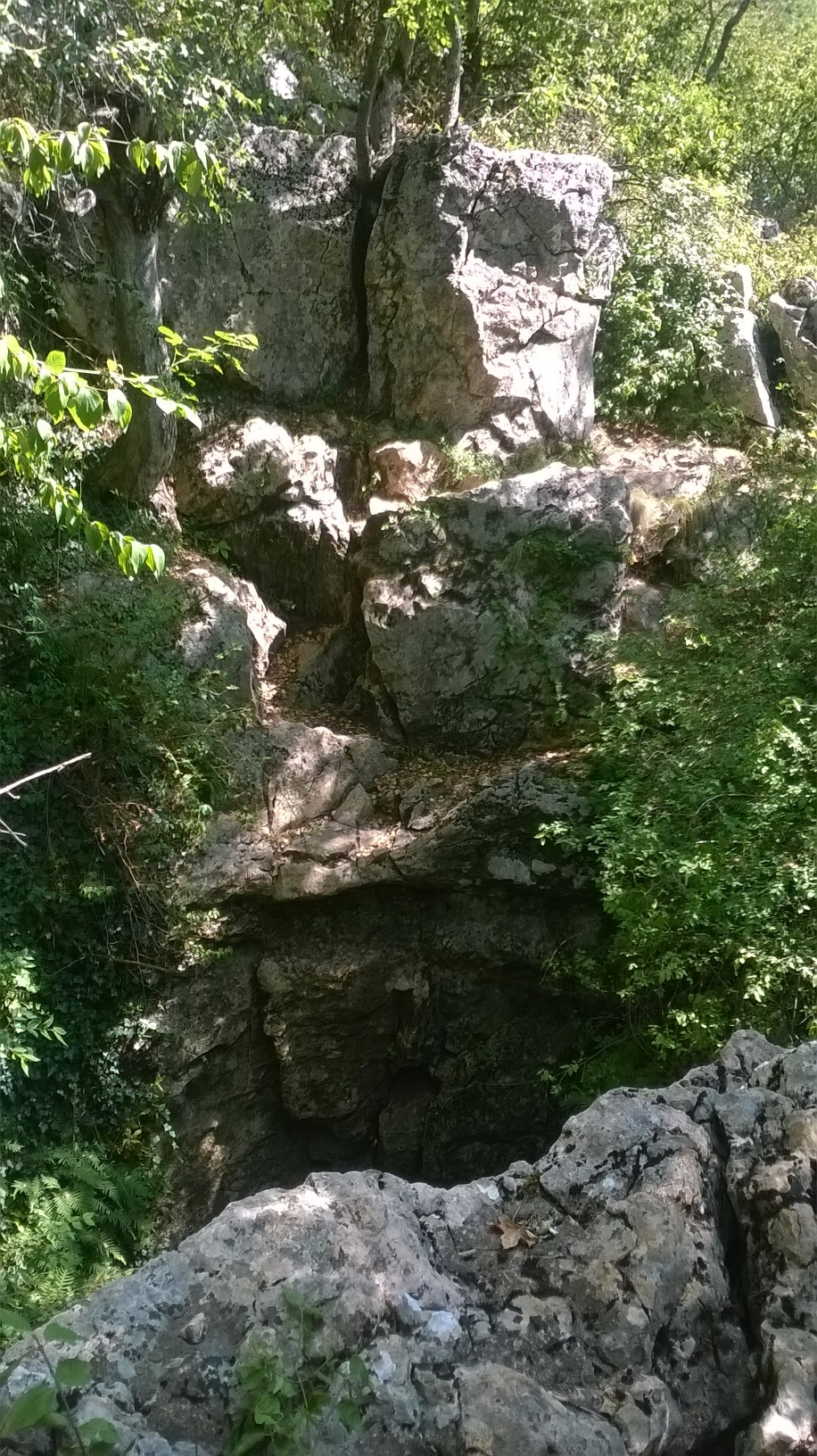
Вход
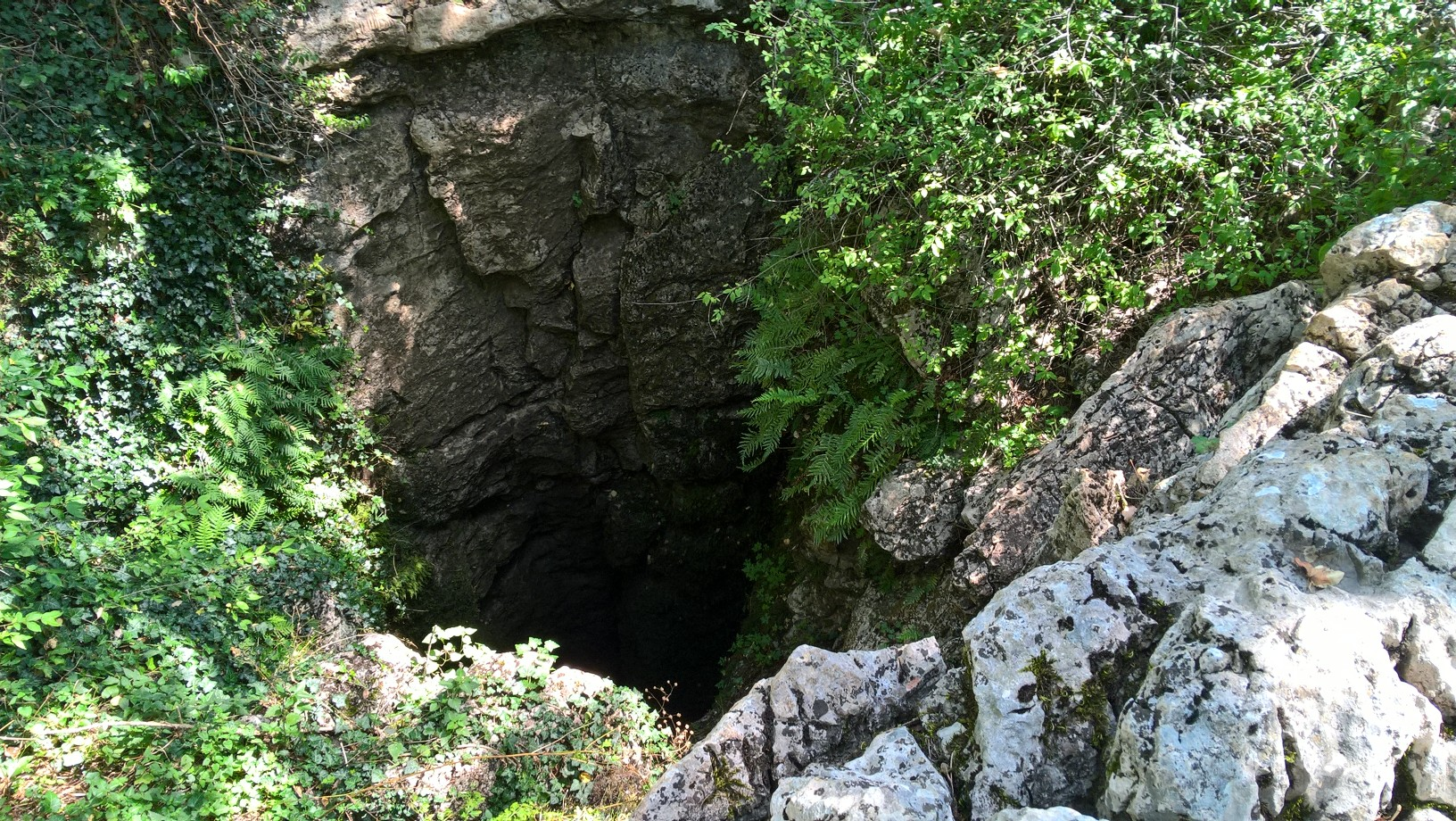
Колодец
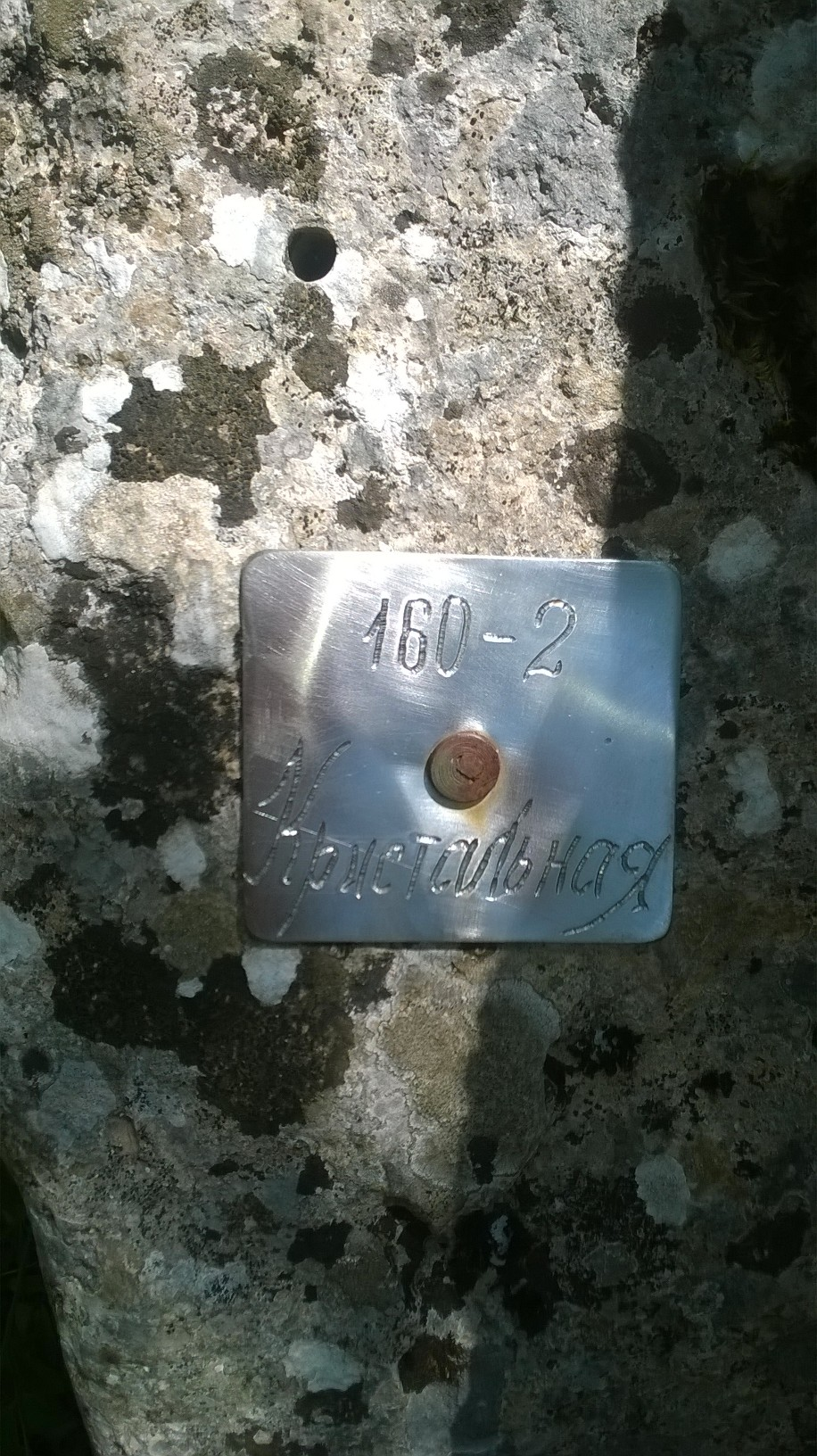
Кадастровый номер

Вход расположен на дне крупной древней карстово-эрозионной долины Карадагского леса в восточной части массива. Начинается провальным колодцем, на глубине 22 м входящим в купол наклонного зала длиной 75 м, шириной 25 м, средней высотою 23 м. Пол зала слагает слабо сцементированный натеками глыбовый навал мощностью свыше 80 м. Узкие щели между глыбовым навалом уводят на глубину 113 м. Имеет обильные натечные украшения — сталактиты, сталагмиты, коры. Местонахождение раннеплейстоценовой фауны. В пещере обитают летучие мыши. Пещера Максимовича была заповедана в 1989 году,  ныне геологический памятник природы.